# 希望ケ丘町 (鹿児島市)
希望ケ丘町（きぼうがおかちょう）は、鹿児島県鹿児島市の町。郵便番号は891-0107。人口は587人、世帯数は298世帯（2020年4月1日現在）。希望ケ丘町の全域で住居表示を実施している。

## 地理
鹿児島市南部に位置し、市営団地を中心とした住宅街である。東谷山に接する台地上にある。町域の北方から東方にかけて東谷山、南方は清和、西方から北方にかけては自由ケ丘に接している。
町域の北方に中山バイパスが通り、付近にロードサイド店が多くある。また、谷山市街地にも近いため便利である。最寄駅は鹿児島市電谷山線谷山電停である。

## 歴史
1990年（平成2年）2月13日に上福元町及び中山町の各一部にあたる希望ヶ丘・自由ヶ丘団地地区において住居表示が実施されるのに伴い、町域の再編が行われた。これに伴い、希望ヶ丘団地の区域にあたる中山町及び上福元町の一部より分割され、「希望ケ丘町」として設置された。また、同時に希望ケ丘町の全域で住居表示が実施された。

### 町域の変遷
| 実施後             | 実施年            | 実施前           |
| ------------------ | ----------------- | ---------------- |
| 希望ケ丘町（新設） | 1990年（平成2年） | 上福元町（一部） |
| 希望ケ丘町（新設） | 1990年（平成2年） | 中山町（一部）   |

## 人口
以下の表は国勢調査による小地域集計が開始された1995年以降の人口の推移である。
| 年                 | 人口 |
| ------------------ | ---- |
| 1995年（平成7年）  | 906  |
| 2000年（平成12年） | 865  |
| 2005年（平成17年） | 814  |
| 2010年（平成22年） | 740  |
| 2015年（平成27年） | 602  |

## 施設

### 公共
- 希望ケ丘公園

## 小・中学校の学区
市立小・中学校の学区（校区）は以下の通りである。
| 町丁       | 番・番地 | 小学校                 | 中学校                 |
| ---------- | -------- | ---------------------- | ---------------------- |
| 希望ケ丘町 | 全域     | 鹿児島市立東谷山小学校 | 鹿児島市立東谷山中学校 |